# فانس جيبسون
فانس جيبسون (بالإنجليزية: Vance Gibson)‏ هو مدير فني أمريكي، ولد في 19 يوليو 1953.